# 清老頭
清老頭（チンロウトウ）とは、麻雀における役のひとつ。役満。老頭牌（一九牌）だけで構成された和了形。清老（チンロー）と略されることもある。中国麻雀では清幺九といい、64点役である。

## 概要
老頭牌（数牌の1と9）のみで構成される。順子がなく、必ず対々和の形になる。したがって、待ちも単騎待ちとシャンポン待ちに限定される。混老頭の上位役であるが、混老頭が13種の牌を使用できるのに対し、清老頭は6種に限定されるため格段に難易度が上がる。また、一九牌が6種類しかないため七対子の形では和了れない（七対子の4枚使いを認める場合はこの限りではない）。
大抵、ポンして作ることになるが、端牌は序盤に早々と切り出される傾向が強く、配牌と展開によほど恵まれないと和了は難しい。和了のパターンとしては、国士崩れや純チャン狙いのところから一九牌の対子・刻子が増えて変化していくケースがほとんどである。
字牌のみで構成する字一色と似ているが、字一色が7種類の牌を使えるのに対し、清老頭は6種類の牌しか使えない上、順子の構成要素として他家にこれらの牌を押さえられてしまう可能性もあるため、確率的にも清老頭の方が難しい。さらに、字一色が四喜和や大三元と複合し易いのに対し清老頭にはそういった役もなく、ダブル役満へと得点を伸ばし難い。理論上は四暗刻・四槓子との複合があり得るが、実際これら全てを暗刻にすることは極めて難しく、槓子の場合はなおさらである。
役の性質上、字一色や緑一色と同じく副露に頼る事が多い。そのため、他家に聴牌が露呈しやすく、危険牌が明白であり、栄和を狙いにくく自摸和になりやすい。
また、同じ6種限定の緑一色と比較した場合、清老頭は順子の使用ができない分だけ、牌の組み合わせの確率が低い。前述のように老頭牌は序盤で打牌されやすい分だけ鳴きにくいことがあるが、緑一色を構成する中張牌も老頭牌よりは順子を構成しやすい分だけ他家がキープしやすく、鳴きにくいことがある。すなわち順子の使用可否については一長一短があり、牌の組み合わせの確率が高いからといって必ずしも成立させやすいとは一概には言えない。実際、清老頭の出現頻度は緑一色とほぼ同程度か、むしろ緑一色よりもやや高い程度という集計がある。またルールによっても左右され、東風荘を集計した情報では緑一色より清老頭がやや少ないものもある。いずれにせよ滅多に出ない役であることには変わりなく、両者の頻度に統計上の決定的な差を見出すことは難しい。

## 牌姿の例
（例）副露したケース
とのシャンポン待ち。
（例）門前かつ単騎待ちのケース
の単騎待ち。単騎待ちであるため、ロンでも四暗刻単騎待ちと複合するが、極めて稀。